# Фори, Химер
Химер Эстебан Фори Мехия (исп. Jimer Esteban Fory Mejia; род. 24 мая 2002, Сантандер-де-Киличао, Каука) — колумбийский футболист, защитник клуба «Портленд Тимберс».

## Клубная карьера
Фори — воспитанник клуба «Атлетико Насьональ». 1 ноября 2020 года в матче против «Мильонариос» он дебютировал в Кубке Мустанга. В 2022 году Фори на правах аренды перешёл в «Депортиво Перейра». 20 июля в матче против «Патриотас Бояка» он дебютировал за новую команду. 28 ноября в поединке против «Индепендьенте Санта-Фе» Химер забил свой первый гол за «Депортиво Перейра». В 2023 году в матчах Кубка Либертадорес против аргентинского «Бока Хуниорс» и венесуэльского «Монагас» он забил по голу.
В 2024 году Фори перешёл в «Индепендьенте Медельин». 11 февраля в матче против «Индепендьенте Санта-Фе» он дебютировал за новую команду.